# Felicjanna Lesińska
Felicjanna Lesińska (ur. 15 czerwca 1923 w Rubieżewiczach, zm. 24 września 2012 w Łodzi) – polska administratywistka i polityk, posłanka na Sejm PRL VIII kadencji.

## Życiorys
Córka Edwarda i Eweliny. W 1969 ukończyła studium administracji na Wydziale Prawa i Administracji Uniwersytetu Łódzkiego. W latach 1944–1945 zatrudniona jako referent w prezydium Gromadzkiej Rady Narodowej w radzieckich Nowikach. W 1945 w ramach akcji wysiedleńczej wyjechała do Polski. Od 1956 do 1965 pracowała na stanowisku głównej księgowej w wydziale oświaty prezydium Powiatowej Rady Narodowej w Łowiczu. W okresie 1962–1964 przewodnicząca zarządu powiatowego Ligi Kobiet w Łowiczu.
W 1961 wstąpiła do Zjednoczonego Stronnictwa Ludowego. W Łowiczu była zastępcą członka Powiatowego Komitetu (1962–1965), następnie instruktorem do 1966. Od 1970 do 1972 pełniła funkcje sekretarza PK ZSL w Poddębicach. W PK w Łodzi pełniła rolę sekretarza (1973–1975) i prezesa PK (1975), ponadto pracowała jako instruktor w Wojewódzkim Komitecie ZSL w Łodzi (1966–1970). Była też członkiem wojewódzkiego sądu partyjnego (1972–1974) oraz wojewódzkiej komisji rewizyjnej (1974–1975). Pełniła również funkcje prezesa WK (1975–1981) i zastępcy członka Naczelnego Komitetu ZSL (1976–1980). Od 1980 do 1981 była członkiem NK i jego Sekretariatu.
Podjęła aktywność polityczną we Froncie Jedności Narodu, w latach 1966–1970 wiceprzewodnicząca Wojewódzkiej Rady Kobiet przy WK FJN w Łodzi, następnie do 1972 sekretarz PK FJN w Poddębicach, a od 1973 do 1975 wiceprzewodnicząca PK FJN w Łodzi. Wchodziła w skład prezydium zarządu wojewódzkiego Towarzystwa Przyjaźni Polsko-Radzieckiej. Od 1976 do 1980 zastępca przewodniczącego prezydium Miejskiej Rady Narodowej w Łodzi.
W 1980 objęła mandat posła na Sejm PRL VIII kadencji z okręgu Łódź-Śródmieście. Zasiadała w Komisji Pracy i Spraw Socjalnych, Komisji Spraw Wewnętrznych i Wymiaru Sprawiedliwości, Komisji Polityki Społecznej, Zdrowia i Kultury Fizycznej oraz w Komisji Nadzwyczajnej do rozpatrzenia projektu ustawy o Trybunale Konstytucyjnym.
Pochowana została na cmentarzu Doły w Łodzi.

## Odznaczenia
- Krzyż Kawalerski Orderu Odrodzenia Polski (1974)
- Srebrny Krzyż Zasługi (1969)
- Medal 30-lecia Polski Ludowej (1974)